# Lista över öar i USA

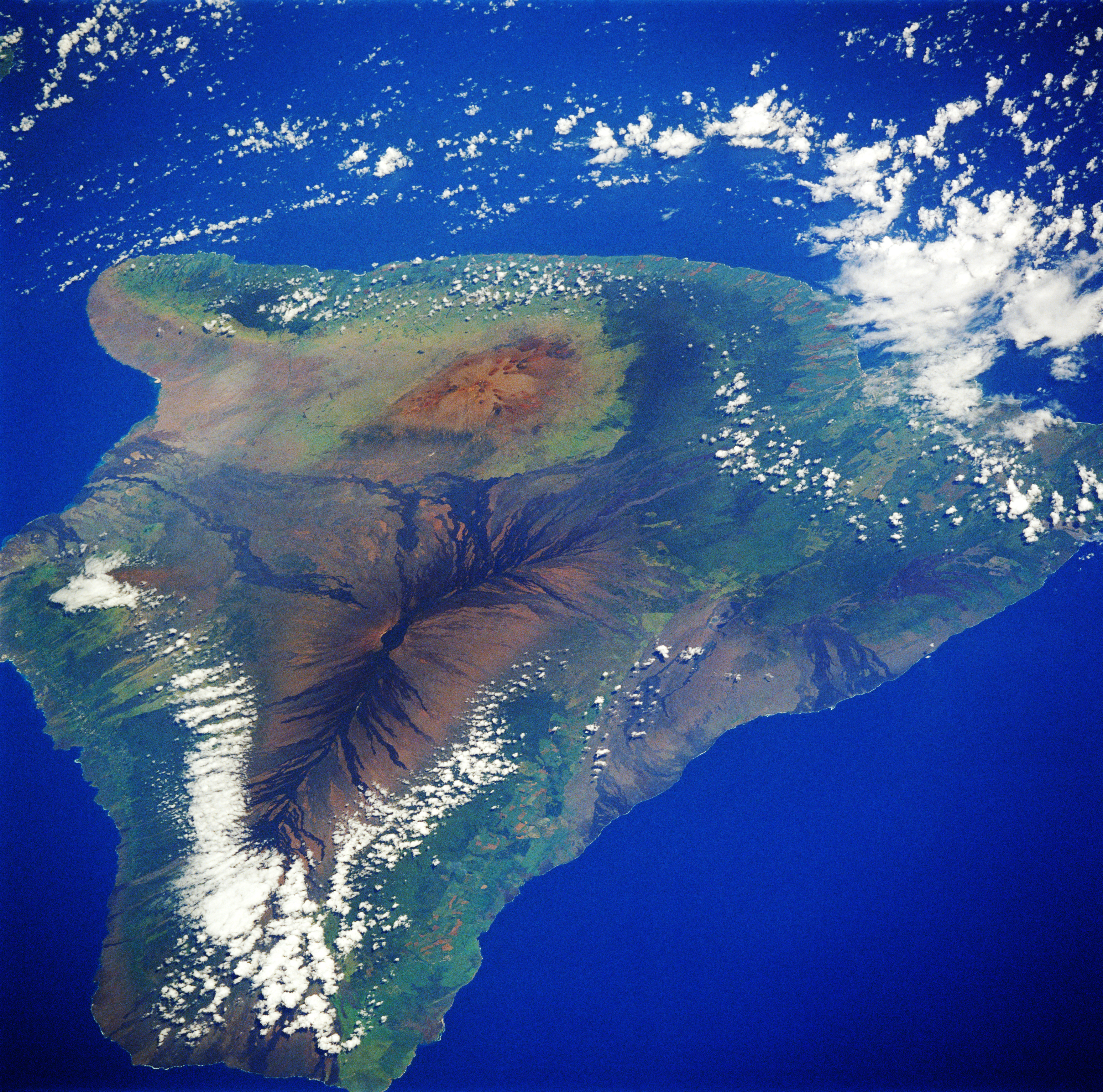
Satellitbild över Hawaii, USA:s största ö.

Detta är en komplett lista över öar i USA efter areal. Den inkluderar alla öar med en storlek över 20 kvadratmiles (51.8 kvadratkilometer).

## Öar över 600 kvadratkilometer
| Rang | Öns namn               | Area (kvadratmiles) | Area (km²) | Plats       | Befolkning (2000) |
| ---- | ---------------------- | ------------------- | ---------- | ----------- | ----------------- |
| 1    | Hawaii                 | 4 029               | 10 434     | Hawaii      | 148 677           |
| 2    | Kodiak Island          | 3 588               | 9 293      | Alaska      | 13 913            |
| 3    | Puerto Rico            | 3 435               | 9 100      | Puerto Rico | 3 808 610         |
| 4    | Prince of Wales Island | 2 577               | 6 675      | Alaska      | ungefär 6 000     |
| 5    | Chichagof Island       | 2 080               | 5 388      | Alaska      | 1 342             |
| 6    | St. Lawrence Island    | 1 983               | 4 640      | Alaska      | 1 292             |
| 7    | Admiralty Island       | 1 684               | 4 264      | Alaska      | 650               |
| 8    | Nunivak Island         | 1 625               | 4 209      | Alaska      | 210               |
| 9    | Unimak Island          | 1 590               | 4 119      | Alaska      | 64                |
| 10   | Baranof Island         | 1 569               | 4 064      | Alaska      | 8 532             |
| 11   | Long Island            | 1 401               | 3 629      | New York    | 7 448 618         |
| 12   | Kupreanof Island       | 1 082               | 2 803      | Alaska      | 13 950            |
| 13   | Revillagigedo Island   | 1 064               | 2 755      | Alaska      | 785               |
| 14   | Unalaska Island        | 1 051               | 2 722      | Alaska      | 1 759             |
| 15   | Nelson Island          | 843                 | 2 183      | Alaska      | 1 065             |
| 16   | Kuiu Island            | 758                 | 1 962      | Alaska      | 10                |
| 17   | Maui                   | 729                 | 1 883      | Hawaii      | 117 644           |
| 18   | Afognak                | 698                 | 1 809      | Alaska      | 169               |
| 19   | Umnak                  | 692                 | 1 793      | Alaska      | 39                |
| 20   | Oahu                   | 618                 | 1 600      | Hawaii      | 876 151           |
| 21   | Kauai                  | 558                 | 1 446      | Hawaii      | 58 303            |
| 22   | Atka Island            | 410                 | 1 061      | Alaska      | 95                |
| 23   | Attu Island            | 346                 | 896        | Alaska      | 20                |
| 24   | Etolin Island          | 336                 | 870        | Alaska      | 15                |
| 25   | Adak Island            | 280                 | 725        | Alaska      | 316               |
| 26   | Montague Island        | 279                 | 722        | Alaska      | 0                 |
| 27   | Molokai                | 261                 | 676        | Hawaii      | 7 404             |
| 28   | Dall Island            | 253                 | 655        | Alaska      | 20                |

## Öar mellan 190 och 600 kvadratkilometer
Den här listan kan vara inkomplett, men täcker nästan alla öar i USA över 75 kvadratmiles.
| Rang | Öns namn              | Area (kvadratmiles) | Area (km²) | Plats                    | Befolkning (2000) |
| ---- | --------------------- | ------------------- | ---------- | ------------------------ | ----------------- |
| 29   | Wrangell Island       | 216                 | 560        | Alaska                   | 2 401             |
| 30   | Mitkof Island         | 211                 | 546        | Alaska                   | 3 364             |
| 31   | Guam                  | 209                 | 541        | Guam                     | 154 805           |
| 32   | Isle Royale           | 209                 | 541        | Michigan                 | 0                 |
| 33   | Tanaga Island         | 204                 | 529        | Alaska                   | 0                 |
| 34   | Zarembo Island        | 185                 | 478        | Alaska                   | 0                 |
| 35   | Unga Island           | 177                 | 461        | Alaska                   | 0                 |
| 36   | Amlia                 | 176                 | 459        | Alaska                   | 0                 |
| 37   | Hinchinbrook Island   | 170                 | 445        | Alaska                   | 5                 |
| 38   | Kosciusko Island      | 169                 | 438        | Alaska                   | 52                |
| 39   | Whidbey Island        | 169                 | 437        | Washington               | 58 211            |
| 40   | Kruzof Island         | 168                 | 435        | Alaska                   | 0                 |
| 41   | Kanaga Island         | 142                 | 369        | Alaska                   | 0                 |
| 42   | Lanai                 | 140                 | 364        | Hawaii                   | 3 193             |
| 43   | St. Matthew Island    | 137                 | 354        | Alaska                   | 0                 |
| 44   | Annette Island        | 132                 | 342        | Alaska                   | 1 447             |
| 45   | Akutan Island         | 129                 | 334        | Alaska                   | 713               |
| 46   | Hagemeister Island    | 120                 | 312        | Alaska                   | 0                 |
| 47   | Nagai Island          | 120                 | 310        | Alaska                   | 0                 |
| 48   | Amchitka              | 119                 | 309        | Alaska                   | 0                 |
| 49   | Sitkalidak Island     | 119                 | 309        | Alaska                   | 0                 |
| 50   | Mount Desert Island   | 108                 | 280        | Maine                    | ungefär 10 000    |
| 51   | Kiska                 | 107                 | 278        | Alaska                   | 0                 |
| 52   | Knight Island         | 101                 | 260        | Alaska                   | 0                 |
| 53   | Marsh Island          | 100                 | 259        | Louisiana                | 0                 |
| 54   | Santa Cruz Island     | 97                  | 250        | Kalifornien              | 2                 |
| 55   | Gravina Island        | 95                  | 245        | Alaska                   | 50                |
| 56   | Martha's Vineyard     | 91                  | 236        | Massachusetts            | 14 901            |
| 57   | Agattu                | 90                  | 234        | Alaska                   | 0                 |
| 58   | Semisopochnoi Island  | 86                  | 224        | Alaska                   | 0                 |
| 59   | Johns Island          | 84                  | 217        | South Carolina           | 11 477            |
| 60   | Seguam Island         | 83                  | 215        | Alaska                   | 1                 |
| 61   | Saint Croix           | 82                  | 212        | Amerikanska Jungfruöarna | 53 234            |
| 62   | Yakobi Island         | 82                  | 212        | Alaska                   | 0                 |
| 63   | Santa Rosa Island     | 81                  | 209        | Kalifornien              | 2                 |
| 64   | Raspberry Island      | 77                  | 200        | Alaska                   | 2                 |
| 65   | Dauphin Island        | 75                  | 194        | Alabama                  | 1 371             |
| 66   | Santa Catalina Island | 75                  | 194        | Kalifornien              | 3 696             |

## Öar under 190 kvadratkilometer
Listan är inte komplett, men borde täcka de flesta öar i USA över 20 kvadratmiles.
| Öns namn            | Area (kvadratmiles) | Area (km²) | Plats                    | Befolkning (2000) |
| ------------------- | ------------------- | ---------- | ------------------------ | ----------------- |
| Heceta Island       | 70                  | 181        | Alaska                   | ?                 |
| Niihau              | 70                  | 180        | Hawaii                   | 160               |
| Saipan              | 69                  | 180        | Nordmarianerna           | 62 392            |
| Tugidak Island      | 69                  | 180        | Alaska                   | 0                 |
| Hawkins Island      | 67                  | 175        | Alaska                   | ?                 |
| Yunaska Island      | 67                  | 172        | Alaska                   | 0                 |
| Sitkinak Island     | 65                  | 169        | Alaska                   | 0                 |
| Whidbey Island      | 65                  | 169        | Washington               | 58 211            |
| Akun Island         | 65                  | 168        | Alaska                   | 0                 |
| Shuyak Island       | 65                  | 168        | Alaska                   | 0                 |
| Chuginadak Island   | 65                  | 167        | Alaska                   | 0                 |
| Sukkwan Island      | 65                  | 167        | Alaska                   | ?                 |
| Galveston Island    | 64                  | 166        | Texas                    | ?                 |
| Great Sitkin Island | 60                  | 156        | Alaska                   | ?                 |
| Staten Island       | 59                  | 153        | New York                 | 443 728           |
| Suemez Island       | 59                  | 153        | Alaska                   | 0                 |
| Deer Island         | 58                  | 152        | Alaska                   | ?                 |
| Duke Island         | 57                  | 149        | Alaska                   | ?                 |
| Orcas Island        | 57                  | 148        | Washington               | 4 453             |
| San Clemente Island | 57                  | 147        | Kalifornien              | 0                 |
| Uganik Island       | 57                  | 147        | Alaska                   | 0                 |
| Stuart Island       | 56                  | 145        | Alaska                   | 0                 |
| Beaver Island       | 55                  | 144        | Michigan                 | 551               |
| San Juan Island     | 55                  | 143        | Washington               | 6 822             |
| Tutuila             | 52                  | 135        | Amerikanska Samoa        | 55 876            |
| Esther Island       | 52                  | 133        | Alaska                   | 31                |
| Sanak Island        | 50                  | 128        | Alaska                   | 0                 |
| Bois Blanc Island   | 49                  | 127        | Michigan                 | 71                |
| Nantucket           | 47                  | 123        | Massachusetts            | 9 520             |
| Kagalaska Island    | 53                  | 116        | Alaska                   | 0                 |
| Padre Island        | 46                  | 119        | Texas                    | ?                 |
| Baker Island        | 45                  | 115        | Alaska                   | ?                 |
| Kahoolawe           | 45                  | 116        | Hawaii                   | 0                 |
| Long Island         | 45                  | 115        | Alaska                   | 0                 |
| Dolgoi Island       | 41                  | 107        | Alaska                   | ?                 |
| Fidalgo Island      | 41                  | 107        | Washington               | 14 557            |
| Camano Island       | 40                  | 105        | Washington               | 13 358            |
| Saint Paul Island   | 40                  | 104        | Alaska                   | 532               |
| Sedanka Island      | 40                  | 103        | Alaska                   | 0                 |
| Aquidneck Island    | 38                  | 98         | Rhode Island             | 60 870            |
| Hatteras Island     | 34                  | 86         | North Carolina           | 4 001             |
| Sauvie Island       | 33                  | 85         | Oregon                   | 1 078             |
| Grand Isle          | 32                  | 82         | Vermont                  | ?                 |
| Kent Island         | 32                  | 82         | Maryland                 | 16 812            |
| Pine Island         | 32                  | 82         | Florida                  | ?                 |
| Lopez Island        | 30                  | 77         | Washington               | 2 177             |
| Grand Island        | 29                  | 73         | New York                 | 18 621            |
| Antelope Island     | 27                  | 68         | Utah                     | ?                 |
| Saint Thomas        | 27                  | 70         | Amerikanska Jungfruöarna | 51 181            |
| Manhattan           | 23                  | 60         | New York                 | 1 537 195         |
| San Nicolas Island  | 23                  | 59         | Kalifornien              | 0                 |